# Праведники народов мира в Литве
Праведники народов мира в Литве (англ. Righteous among the Nations, ивр. חסיד אומות העולם‎) — почётное звание, присваиваемое Израильским институтом катастрофы и героизма национального мемориала Катастрофы (Холокоста) и Героизма «Яд ва-Шем» неевреям, которые, рискуя своей жизнью, спасали евреев во время Холокоста. Такое звание присвоено 924 гражданам Литвы.

## Граждане Литвы
В Литве, за спасение евреев, смертная казнь угрожала не только спасателю, но и всей его семье. Спасающие евреев, нацистами приравнивались к преследуемым евреям. Об этом жителей предупреждали развешенные объявления. Во время войны человеку приходилось скрываться не только от представителей нацистской власти, но и от своих соседей или коллег. Живя под давлением страха, любой мог выдать преследуемых. Большинство спасающих евреев были обычными людьми, которые делали это исходя из системы своих ценностей. Невозможно подсчитать сколько граждан Литвы было приговорено к смертной казни за помощь евреям. Самым распространенным способом оказания помощи евреям было укрытие в собственных домах. Также предоставлялись поддельные документы, удостоверяющие личность, чтобы помочь им сбежать из гетто или заключения.
В Литве первой звание Праведницы народов мира в Литве получила Она Шимайте. На момент получения звания в 1966 году она проживала во Франции.
Многие, признанные Праведниками народов мира, получили и литовскую государственную награду — Крест за спасение погибающих.
Поиски праведников продолжаются. Спустя более семидесяти лет после войны становится все сложнее исследовать и доказать случаи спасения, найти очевидцев, которые подтвердили бы факт помощи, и самих выживших, которые бы свидетельствовали в пользу спасавших и подтвердили бы факт своего спасения. Всех тех, чьи имена так и останутся неизвестными, почтили памятником неизвестным героям на аллее Праведников в Израиле.

## Самые известные праведники Литвы

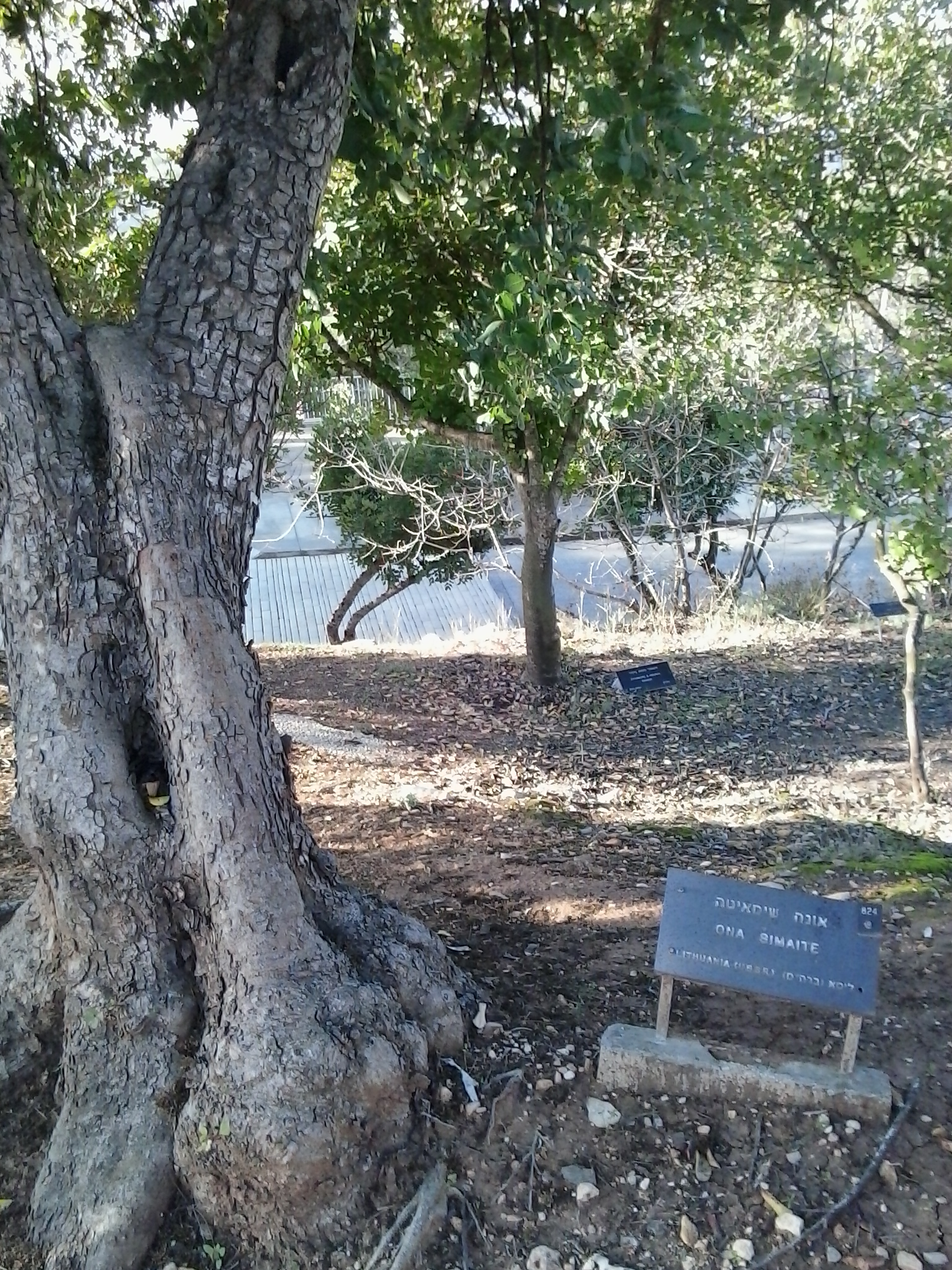
Дерево Оны Шимайте в саду Праведников мира

Одним из самых известных литовских Праведников народов мира является 3-й президент Казис Гринюс, который в 1942 году направил письмо протеста против убийства литовских евреев в Немецкий генеральный комиссариат в Каунасе. В 1941—1942 годах в его доме несколько месяцев укрывался Дмитрий Гельперн, которого не выдали даже многочисленные гости и визитеры бывшего президента.
Писатель Казис Бинкис и его жена София укрывали евреев в их доме в Каунасе и разыскивали для них другие укрытия. Во время немецкой оккупации дом Бинкиса был неофициально известен как «еврейский отель». После войны С. Бинкене составила первую подробную книгу о спасителях в Литве «И без оружия — воины».
Библиотекарь Вильнюсского университета Она Шимайте использовала свое служебное положение, чтобы посещать вильнюсское гетто, утверждая, что она должна забрать книги, не сданные еврейскими студентами. Она проносила еду и другие предметы первой необходимости в гетто и выносила ценные исторические и литературные документы, таким образом помогая сохранить еврейское культурное наследие. После своего первого визита в гетто Она стала постоянным связующим два мира звеном. Она проносила еду голодающим, поставляла лекарства, документы, деньги. В сборе необходимой помощи активно участвовали сотрудники Вильнюсского университета, а также друг Оны и писатель Казис Якубенас. Из гетто Она выносила письма, документы и рукописи. Она Шимайте спасала людей, ища для них укрытие, выносила спящих детей в корзинах, укрыла молодую еврейскую девушку Таню Вахсман в библиотеке Вильнюсского университета.
Писательница Дануте Чюрлёните-Зубовене и архитектор Владимирас Зубовас укрывали нескольких евреев из гетто и помогли им достать документы. Среди них были М. и Д. Элины и их дочь Эстер, Тамара Леви, Рут Пир, Юдифь Зупавичене-Сперлинг, Лев Гуревич, семья Анатолия Роземблюма из пяти человек, Мария Камберене и её сын Александр.
В Каунасе актриса Ольга Кузьмина-Даугеветене укрывала и помогала Илье Тауберу, Соломону Набрицкому, Борису Вощине, Маргит Стендерите, Фруме Виткинайте, Ируте Багрянските.
Бургомистр города Шяуляй Яцек Сондецкис спас ныне известного исследователя театра Марка Петухаускаса и его мать.
Педиатр Пятрас Баублис в Каунасском детском доме «Лопшялис» укрывал детей из гетто Т. Левинене, В. Каца, Р. Мильнерите, Т. Ратнеринте, М. Котлера.
Каунасский профессор Пранас Мажилис тайно вывозил несовершеннолетних детей из гетто и заботился об их дальнейшей защите и опеке.
Подписант Акта о Независимости Литвы 16 февраля 1918 года Степонас Кайрис вместе со своей женой Оной приютили еврейскую девочку из вильнюсского гетто. Одиннадцатилетняя Ануся Кейлсонайте прожила в их семье почти год.

## Увековечение памяти

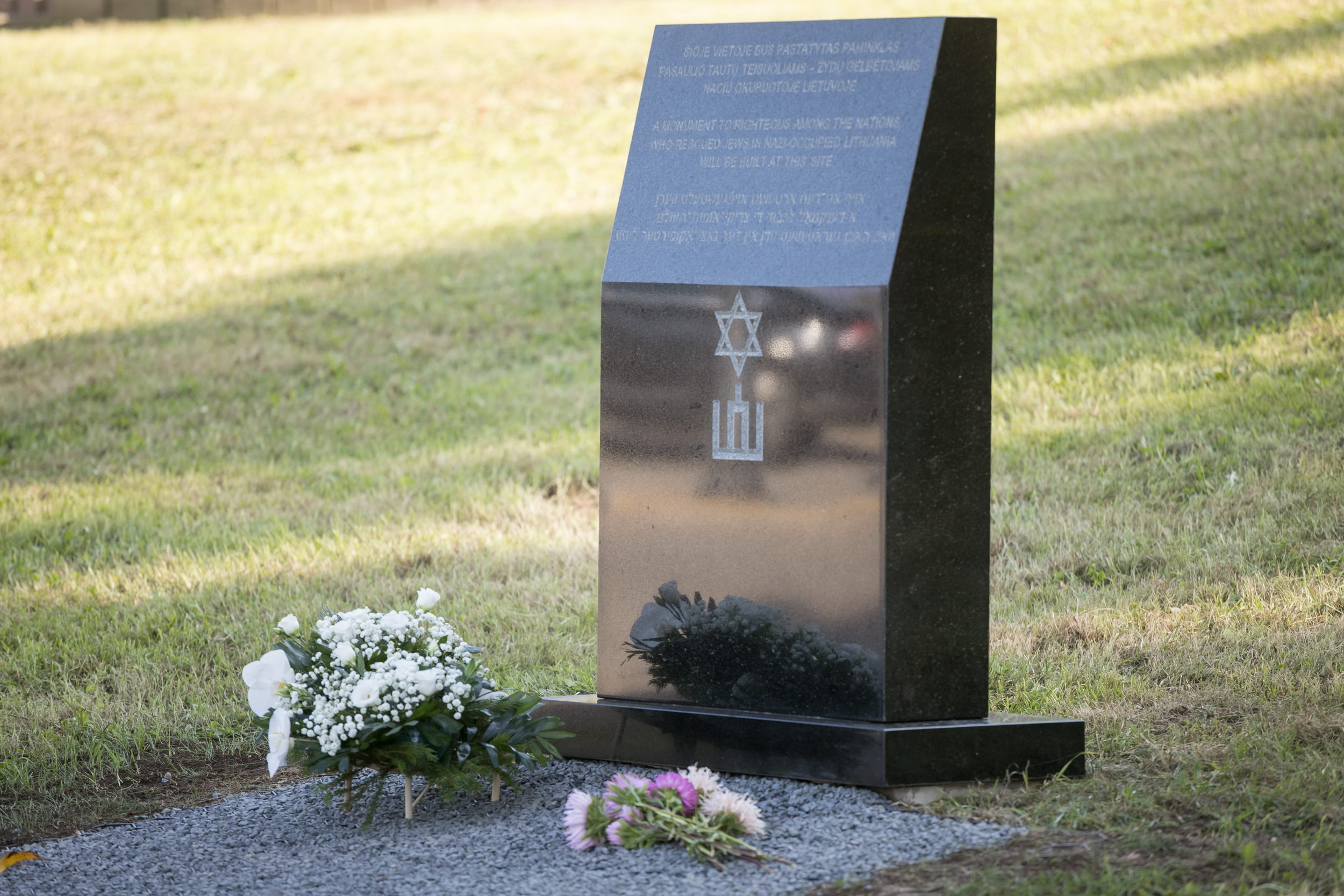
Памятник праведникам народов мира в Вильнюсе

По инициативе государственного еврейского музея имени Вильнюсского Гаона в 1997 году началось издание сборника драматических свидетельств спасения евреев «Жизнь и хлеб несущие руки».
С 2005 года в Литве проводятся церемонии в честь Праведников народов мира (3 церемонии в 2005 году; 2 церемонии в 2006 году; 4 церемонии в 2007 году; 2 церемонии в 2008 году; 2 церемонии в 2009 году; по одной церемонии ежегодно в период с 2010 по 2019 года).
В 2015 году в честь Оны Шимайте названа улица в Вильнюсе.
21 сентября 2018 года на улице Майрониса в Вильнюсе был открыт мемориальный камень в честь спасавших евреев в оккупированной нацистами Литве. Камень отмечает место, где будет установлен памятник спасавшим евреев.
В 2018 выпущена серия документальных передач под названием «Праведники мира».
Передвижная выставка «Спасший жизнь спасает мир» в которой представлены истории 105 спасавших евреев людей.
В 2019 году был выпущен полный каталог этой выставки.
В 2019 году в Шяуляе открылась Площадь Праведников народов мира.
С 2019 года по инициативе архитектора Таураса Будзиса надгробные памятники Праведников мира отмечаются медным знаком диаметром 76 мм в форме двух рук, символизирующих помощь, буквами A.A (Упокой Господь Душу) и надписью провозглашающей, что здесь упокоился Праведник народов мира на литовском, английском и идише.